# Vláda Moldavské republiky
Vláda Moldavské republiky zajišťuje podle ústavy provádění vnitřní a zahraniční politiky státu a vykonává všeobecné řízení veřejné správy. Vláda je organizována a funguje v souladu s ustanoveními ústavy na základě vládního programu přijatého parlamentem Moldavské republiky. Skládá se z předsedy vlády, místopředsedů vlády, ministrů a dalších členů, kteří jsou ustanoveni organizačním zákonem.
Vláda je odpovědná za provádění vnitřní a zahraniční politiky státu, vykonává celkové řízení veřejné správy a je odpovědná parlamentu.

## Popis
Vláda se skládá z předsedy vlády, prvního místopředsedy vlády, místopředsedů vlády, ministrů a dalších členů stanovených organickým zákonem. Členy vlády mohou být pouze osoby, které mají občanství Moldavské republiky a bydliště v Moldavské republice.
Prezident Moldavské republiky po konzultaci s parlamentními frakcemi jmenuje kandidáta na předsedu vlády. Kandidát na předsedu vlády musí do 15 dnů od svého jmenování požádat parlament o vyslovení důvěry programu činnosti a celému seznamu vlády. Prezident Moldavské republiky jmenuje vládu na základě důvěry vyslovené parlamentem. Do tří dnů ode dne jmenování vlády složí předseda vlády, místopředsedové vlády, ministři a ostatní členové vlády jednotlivě před prezidentem Moldavské republiky slib, jehož znění je stanoveno v čl. 79 odst. 2 Ústavy. V případě obměny vlády nebo uvolnění místa odvolává a jmenuje členy vlády prezident Moldavské republiky na návrh předsedy vlády. Vláda vykonává svůj mandát ode dne, kdy její členové složí přísahu před prezidentem Moldavské republiky, až do potvrzení platnosti voleb do nového parlamentu.
Vláda se za svou práci zodpovídá parlamentu a nejméně jednou ročně mu podává zprávu o své činnosti. Členové vlády jsou povinni předepsaným způsobem odpovídat na dotazy poslanců týkající se činnosti vlády a jí podřízených orgánů. Vláda přezkoumává rozhodnutí výborů Parlamentu týkající se činnosti vlády a jí podřízených orgánů, sděluje výborům výsledky přezkoumání rozhodnutí nebo opatření k nim přijatá.
Zasedání vlády se konají v jednotlivých případech, nejméně však jednou za čtvrt roku. Program zasedání vlády schvaluje vláda na návrh předsednictva vlády.

## Předsednictvo vlády
Ke koordinaci vnitřní práce vlády a ke schvalování návrhů programu jednání vlády je zřízeno předsednictvo vlády, jehož členy jsou předseda vlády a místopředsedové vlády. Zasedání předsednictva vlády svolává předseda vlády a považuje se za usnášeníschopné, pokud se ho účastní všichni členové předsednictva. Není-li místopředseda vlády přítomen, pověří účastí na zasedání s plnými právy jiného člena vlády. Rozhodnutí v rámci předsednictva vlády se přijímají konsensem.

## Rezignace
Vláda, ale i každý její člen má právo podat demisi z vlastní iniciativy. Rezignace předsedy vlády vede k rezignaci celé vlády. Žádost o demisi předsedy vlády a celé vlády se předkládá parlamentu, který o ní rozhoduje. Žádosti o odstoupení členů vlády se podávají předsedovi vlády a oznamují se prezidentovi Moldavské republiky.
Vláda podá demisi, pokud:
1. Parlament vyslovil vládě nedůvěru v souladu s články 106 a 1061 Ústavy;
2. Předseda vlády odstoupil nebo zemřel;
3. Byl zvolen nový parlament (na svém prvním zasedání).[4]

### Vyslovení nedůvěry
Parlament může na návrh nejméně jedné čtvrtiny poslanců vyslovit vládě nedůvěru. O vyslovení nedůvěry vládě rozhoduje většina poslanců.

## Pravomoci stávající vlády (v demisi)
V případě vyslovení nedůvěry parlamentem, v případě demise předsedy vlády nebo v případě zvolení nového parlamentu vykonává dosavadní vláda v demisi do složení přísahy členů nové vlády pouze správu věcí veřejných.
Vláda v demisi je sice omezena pouze v právu zajišťovat provádění zahraniční politiky a iniciovat legislativu v oblastech, které zahrnují přípravu a schvalování nových programů činnosti.
Hlavní pravomoci vlády v demisi :
1. Zajišťuje provádění zákonů bez ohledu na oblast, na kterou se vztahují;
2. Vykonává funkci obecného řízení a kontroly práce specializovaných ústředních orgánů;
3. Provádí programy hospodářského a sociálního rozvoje země;
4. Zajišťuje bezpečnost státu a jeho občanů a plní úkoly v oblasti správy veřejných záležitostí;
5. Vykonává veškeré řídící a správní činnosti v záležitostech týkajících se celé společnosti.

Za účelem plnění stanovených úkolů vláda:
1. schvaluje usnesení a prováděcí předpisy k zákonům;
2. schvaluje legislativní iniciativy;
3. připravuje a předkládá parlamentu ke schválení návrh zákona o státním rozpočtu;
4. plnit povinnosti vyplývající z obsahu zákonů a jejich závěrečných ustanovení v mezích stanovených primárním legislativním rámcem;
5. zajištění vnitřní a vnější bezpečnosti státu, udržení zákonnosti, sociální, ekonomické, finanční a politické stability a zamezení působení přírodních jevů a nepředvídatelných faktorů ohrožujících společnost;
6. může podepisovat mezinárodní dohody, pokud je jejich podpis nezbytný pro provádění zákonů přijatých parlamentem Moldavské republiky a/nebo jsou nezbytné pro zajištění vnitřní a vnější bezpečnosti státu, udržení zákonnosti, sociální, hospodářské, finanční a politické stability a pro zamezení účinků přírodních jevů a nepředvídatelných faktorů představujících veřejné nebezpečí;
7. vydávat individuální akty týkající se změn v personálním obsazení.[4]

## Ministerstva
Vláda má těchto 13 ministerstev:
- Ministerstvo zahraničních věcí a evropské integrace
- Ministerstvo vnitra
- Ministerstvo zemědělství a potravinářského průmyslu
- Ministerstvo obrany
- Ministerstvo kultury
- Ministerstvo hospodářství
- Ministerstvo školství a výzkumu
- Ministerstvo financí
- Ministerstvo infrastruktury a regionálního rozvoje
- Ministerstvo spravedlnosti
- Ministerstvo životního prostředí
- Ministerstvo práce a sociální ochrany
- Ministerstvo zdravotnictví

## Vlády Moldavské republiky
| Vláda                            | Začátek            | Konec              |
| -------------------------------- | ------------------ | ------------------ |
| Vláda Valeria Muravschiho        | 28. května 1991    | 1. července 1992   |
| První vláda Andreie Sangheliho   | 1. července 1992   | 5. dubna 1994      |
| Druhá vláda Andreie Sangheliho   | 5. dubna 1994      | 24. ledna 1997     |
| První vláda Iona Ciubuca         | 24. ledna 1997     | 22. května 1998    |
| Druhá vláda Iona Ciubuca         | 22. května 1998    | 12. března 1999    |
| Vláda Iona Sturzy                | 12. března 1999    | 21. prosince 1999  |
| Vláda Dumitra Braghise           | 21. prosince 1999  | 19. dubna 2001     |
| První vláda Vasila Tarleva       | 19. dubna 2001     | 19. dubna 2005     |
| Druhá vláda Vasila Tarleva       | 19. dubna 2005     | 31. března 2008    |
| První vláda Zinaidy Greceanîiové | 31. března 2008    | 10. června 2009    |
| Druhá vláda Zinaidy Greceanîiové | 10. června 2009    | 25. září 2009      |
| První vláda Vlada Filata         | 25. září 2009      | 14. ledna 2011     |
| Druhá vláda Vlada Filata         | 14. ledna 2011     | 30. května 2013    |
| Vláda Iuria Leanciho             | 30. května 2013    | 18. února 2015     |
| Vláda Chirila Gaburiciho         | 18. února 2015     | 30. července 2015  |
| Vláda Valeria Streleța           | 30. července 2015  | 20. ledna 2016     |
| Vláda Pavela Filipa              | 20. ledna 2016     | 8. června 2019     |
| Vláda Maii Sanduové              | 8. června 2019     | 14. listopadu 2019 |
| Vláda Iona Chica                 | 14. listopadu 2019 | 6. srpna 2021      |
| Vláda Natalie Gavrilițy          | 6. srpna 2021      | 16. února 2023     |
| Vláda Dorina Receana             | 16. února 2023     | úřadující          |

## Složení současné vlády
| Úřad                                                               | Ministr | Ministr                     | Strana | Strana    | Nástup do úřadu   | Konec v úřadu     |
| ------------------------------------------------------------------ | ------- | --------------------------- | ------ | --------- | ----------------- | ----------------- |
| Předseda vlády                                                     |         | Dorin Recean                |        | nestraník | 16. února 2023    | úřadující         |
| Místopředsedové vlády                                              |         |                             |        |           |                   |                   |
| Místopředseda vlády Ministr zahraničních věcí a evropské integrace |         | Nicu Popescu                |        | nestraník | 16. února 2023    | 29. ledna 2024    |
| Místopředseda vlády Ministr zahraničních věcí a evropské integrace |         | Mihai Popșoi                |        | PAS       | 29. ledna 2024    | úřadující         |
| Místopředseda vlády pro reintegraci                                |         | Oleg Serebrian              |        | nestraník | 16. února 2023    | úřadující         |
| Místopředseda vlády Ministr hospodářského rozvoje a digitalizace   |         | Dumitru Alaiba              |        | PAS       | 16. února 2023    | úřadující         |
| Místopředseda vlády Ministr zemědělství a potravinářského průmyslu |         | Vladimir Bolea              |        | PAS       | 16. února 2023    | úřadující         |
| Ministři                                                           |         |                             |        |           |                   |                   |
| Ministryně vnitra                                                  |         | Ana Revencoová              |        | nestraník | 16. února 2023    | 17. července 2023 |
| Ministryně vnitra                                                  |         | Adrian Efros                |        | nestraník | 17. července 2023 | úřadující         |
| Ministr obrany                                                     |         | Anatolie Nosatîi            |        | nestraník | 16. února 2023    | úřadující         |
| Ministr kultury                                                    |         | Sergiu Prodan               |        | nestraník | 16. února 2023    | úřadující         |
| Ministr školství a výzkumu                                         |         | Anatolie Topală             |        | nestraník | 16. února 2023    | 17. července 2023 |
| Ministr školství a výzkumu                                         |         | Dan Perciun                 |        | PAS       | 17. července 2023 | úřadující         |
| Ministr(yně) infrastruktury a regionálního rozvoje                 |         | Lilia Dabijaová             |        | nestraník | 16. února 2023    | 17. července 2023 |
| Ministr(yně) infrastruktury a regionálního rozvoje                 |         | Andrei Spînu                |        | PAS       | 17. července 2023 | úřadující         |
| Ministryně spravedlnosti                                           |         | Veronica Mihailov-Moraruová |        | nestraník | 16. února 2023    | úřadující         |
| Ministr(yně) financí                                               |         | Veronica Sirețeanuová       |        | nestraník | 16. února 2023    | 27. září 2023     |
| Ministr(yně) financí                                               |         | Petru Rotaru                |        | nestraník | 28. září 2023     | úřadující         |
| Ministryně životního prostředí                                     |         | Rodica Iordanovová          |        | nestraník | 16. února 2023    | úřadující         |
| Ministr práce a sociální ochrany                                   |         | Alexei Buzu                 |        | nestraník | 16. února 2023    | úřadující         |
| Ministryně zdravotnictví                                           |         | Ala Nemerencoová            |        | nestraník | 16. února 2023    | úřadující         |
| Ministr energetiky                                                 |         | Victor Parlicov             |        | nestraník | 16. února 2023    | úřadující         |
| Člen z úřední moci                                                 |         |                             |        |           |                   |                   |
| Guvernérka (Baškan) autonomní oblasti Gagauzie                     |         | Irina Vlahová               |        | nestraník | 16. února 2023    | 19. července 2023 |
| Guvernérka (Baškan) autonomní oblasti Gagauzie                     |         | Evghenia Guțulová           |        | nestraník | 19. července 2023 | úřadující         |

## Ostatní ústřední správní orgány
- Národní statistický úřad
- Agentura pro katastr nemovitostí
- Úřad pro mezietnické vztahy
- Agentura Moldsilva
- Agentura pro hmotné rezervy
- Turistická agentura
- Národní protikorupční centrum

## Státní kancelář
Státní kancelář zajišťuje organizaci práce vlády, vytváří obecný rámec pro stanovení priorit vlády, poskytuje metodickou a organizační podporu systému plánování, tvorby a realizace veřejných politik na úrovni ministerstev a ostatních ústředních správních úřadů, sleduje plnění vládního programu, předkládá analytické a informační materiály, připravuje návrhy rozhodnutí, nařízení a předpisů a kontroluje plnění rozhodnutí, nařízení a předpisů.
V rámci Státní kanceláře působí Kontrolní sbor předsedy vlády, který kontroluje, jak ústřední specializovaná státní správa plní úkoly stanovené právními předpisy a úkoly stanovené zákony vlády, jejím programem činnosti a dalšími dokumenty veřejné politiky.
Státní kancelář funguje na základě předpisů schválených vládou. Strukturu, personální obsazení a sociální a hmotné zabezpečení úředníků Státní kanceláře určuje vláda na základě zásady účelnosti a podmínky odměňování za práci v souladu s příslušnými právními předpisy.
Financování výdajů na údržbu Státní kanceláře se provádí v rámci rozpočtových prostředků schválených parlamentem pro vládu.